# Gammel Dansk

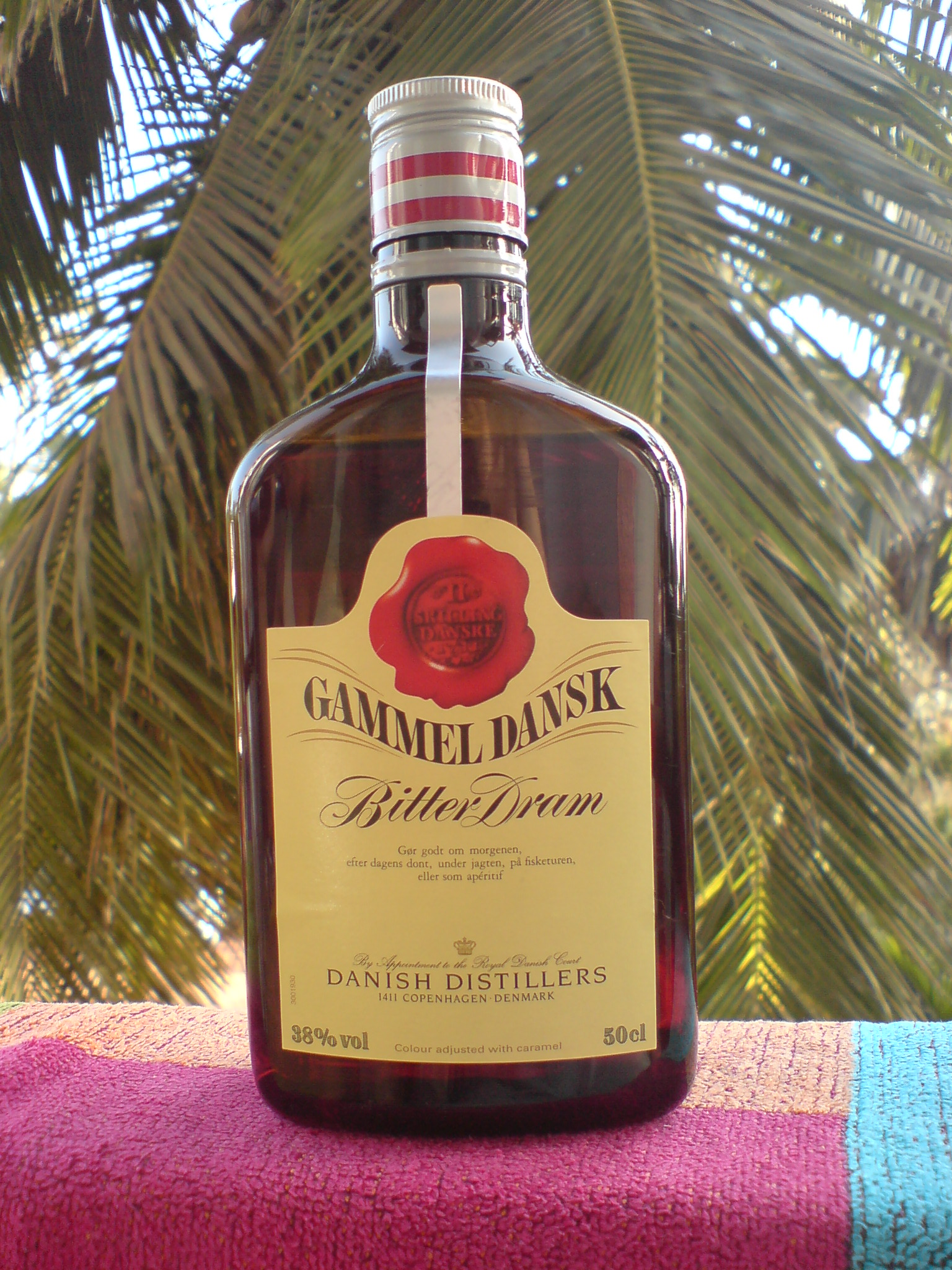
Bouteille de Gammel Dansk.

Le Gammel Dansk (littéralement « vieux Danois ») est un amer danois. Il est traditionnellement bu au Danemark pour les occasions festives, souvent au petit-déjeuner.
Les distillateurs danois (da) ont commencé sa production en 1964 à Roskilde. En 1994, la production est transférée à Aalborg. En 2015, elle est reprise par la société Arcus à Oslo en Norvège.